# Kwas izowalerianowy
Kwas izowalerianowy, C
4H
9COOH – organiczny związek chemiczny z grupy alifatycznych kwasów karboksylowych, o rozgałęzionym łańcuchu bocznym. Jest izomerem konstytucyjnym kwasu walerianowego.

## Występowanie
Kwas izowalerianowy jest głównym kwasem z grupy kwasów walerianowych występujący w kozłku lekarskim i można go w dużych ilościach wyizolować z jego korzeni. Dodatkowo występuje w postaci estrów wielu związków naturalnych. Spotykany jest w korze kaliny śliwolistnej, kwiatach tytoniu oraz bananowcu. Kwas izowalerianowy jest metabolitem izoleucyny.

## Zastosowanie
Kwas izowalerianowy jest związkiem o działaniu sedatywnym i nasennym. Jako lek występuje w formie estrów, na przykład jako ester mentylowy, lub jako składnik preparatów z kozłka lekarskiego.